# Wiktor Hrebennykow
Wiktor Hrebennykow (ukr. Віктор Гребенников; ur. 17 marca 1986 w Mikołajowie) – ukraiński wioślarz.

## Osiągnięcia
- Mistrzostwa Świata Juniorów – Banyoles 2004 – jedynka – 16. miejsce[1].
- Mistrzostwa Świata U-23 – Amsterdam 2005 – czwórka podwójna – 3. miejsce[1].
- Mistrzostwa Świata U-23 – Hazewinkel 2006 – czwórka podwójna – 1. miejsce[1].
- Mistrzostwa Świata U-23 – Glasgow 2007 – czwórka podwójna – 8. miejsce[1].
- Mistrzostwa Świata – Poznań 2009 – czwórka podwójna – 8. miejsce[1].
- Mistrzostwa Europy – Brześć 2009 – jedynka – 12. miejsce[1].
- Mistrzostwa Europy – Montemor-o-Velho 2010 – ósemka – 3. miejsce[1].